# 中華短溝紅螢
中華短溝紅螢（学名：Plateros chinensis）为紅螢科短溝紅螢屬下的一个种。